# Asilus baikalensis
Asilus baikalensis är en tvåvingeart som beskrevs av Becker och Johann Andreas Schnabl 1926. Asilus baikalensis ingår i släktet Asilus och familjen rovflugor. Inga underarter finns listade i Catalogue of Life.